# صالداي
صالداي (بالإنجليزية: Saldae) كانت مدينة مينائية مهمة في الإمبراطورية الرومانية القديمة، تقع اليوم في بجاية (منطقة القبائل، شرق الجزائر). كان تشكل مفترق طرق بين الأجزاء الشرقية والغربية من شمال أفريقيا، من وقت قرطاج حتى نهاية الإمبراطورية البيزنطية من القارة الأفريقية.